# Meet Nero Wolfe
Pour plus de détails, voir Fiche technique et Distribution.
Meet Nero Wolfe est un film américain réalisé par Herbert J. Biberman, sorti en 1936.

## Synopsis
Alors que la prohibition est terminé, un détective alcoolique, qui tente de boire moins, enquête sur  l'étrange disparition d'un ouvrier métallurgiste ainsi que la mort d'un recteur d'université.    

## Fiche technique
- Titre original : Meet Nero Wolfe
- Réalisation : Herbert J. Biberman
- Scénario : Joseph Anthony, Howard J. Green et Bruce Manning d'après le roman Fer-de-Lance de Rex Stout
- Photographie : Henry Freulich
- Montage : Otto Meyer (en)
- Musique : Howard Jackson
- Direction artistique : Stephen Goosson
- Costumes : Lon Anthony
- Producteur : B. P. Schulberg
- Société de production et de distribution : Columbia Pictures
- Pays d'origine : États-Unis
- Langue : Anglais
- Format : Noir et blanc - Son : Mono (Western Electric Noiseless Recording)
- Genre : Film policier
- Durée : 73 minutes
- Date de sortie :
  - États-Unis : 17 juillet 1936

## Distribution
- Edward Arnold : Nero Wolfe
- Lionel Stander : Archie Goodwin
- Dennie Moore : Mazie Gray
- Victor Jory : Claude Roberts
- Nana Bryant : Sarah Barstow
- Joan Perry (en) : Ellen Barstow
- Russell Hardie : Manuel Kimball
- Walter Kingsford : Emanuel Jeremiah (E.J.) Kimball
- Boyd Irwin : Professeur Edgar Barstow
- John Qualen : Olaf
- Gene Morgan : Lieutenant O'Grady
- Rita Hayworth (Rita Cansino) : Maria Maringola
- Frank Conroy : Dr Nathaniel Bradford
- Juan Torena : Carlo Maringola
- Martha Tibbetts : The Apartment House Maid

### Liens  externes
- Ressources relatives à l'audiovisuel :   - AllMovie
  - American Film Institute
  - Filmweb.pl
  - IMDb
  - OFDb
  - The Movie Database